# Zebeeba
Zebeeba là một chi bướm đêm thuộc họ Erebidae.

## Loài
- Zebeeba falsalis Herrich-Schäffer, 1839